# Julian Bond
Horace Julian Bond (14 de enero de 1940 - 15 de agosto de 2015) fue un activista social estadounidense, líder del movimiento por los derechos civiles
americanos, político, profesor y escritor. Mientras estudiaba en la Morehouse College en Atlanta, Georgia, Durante la primera etapa de los años 60, contribuyó a la creación del Comité coordinador Estudiantil No Violento (SNCC).
Bond fue elegido por cuatro períodos en La Cámara de Representantes de Georgia y más tarde por seis períodos en el Senado Estatal de Georgia, sirviendo un total de veinte años para ambas cámaras legislativas. Desde 1998 a 2010, fue el presidente de la Asociación nacional para el Progreso de Personas de Color (NAACP) y el primero del Centro legal de Pobreza Sureña

## Primeros años y Educación
Bond nació en el Hospital de Hubbard en Nashville, Tennessee, sus padres eran Julia Agnes (Washington) y Horace Mann Bond. Su padre era educador y servía como presidente de la Universidad Lincoln. Su madre, Julia, era la bibliotecaria titular de la Universidad Clark en Atlanta.
En aquellos tiempos, la familia residía en un Campus en la Universidad Estatal de Fort Valley, donde Horace era presidente.
La casa de los Bond era una frecuente parada para académicos, activistas y celebridades que pasaban por allí, entre ellos, W. E. B. Du Bois y Paul Robeson. En 1945 se le ofreció a su padre el puesto de primer presidente Afroamericano de la Universidad de Lincoln, y la familia se mudó al Norte.
En 1957, Bond se graduó de la George School, una preparatoria de internado privada, cerca de Newtown en el Condado de Bucks, en Pensilvania.

## Organización Política
En el 17 de abril de 1960, Bond contribuyó a la cofundación del Comité Coordinador Estudiantil No Violento (SNCC). Tomó el puesto de Director de comunicaciones del SNCC desde enero de 1961 a septiembre de 1966, cuando viajó alrededor de Georgia, Alabama, Misisipi y Arkansas para ayudar a organizar campañas por los Derechos Civiles y la inscripción de votantes. Bond dejó la Morehouse College en 1961 para trabajar en los Derechos Civiles en el Sur. Desde 1960 hasta 1963, lideró protestas estudiantiles en contra de la segregación pública y las leyes Jim Crow de Georgia.
Regresó en 1971 a la edad de 31 años para completar su Bachillerato en Artes Inglesas. Con Morris Dees, Bond jugó un papel crucial en la fundación del Centro Legal para la Pobreza Sureña, un proyecto de interés público basado en Montgomery, Alabama. Fue su Presidente desde 1971 hasta 1979 y también miembro emérito de la Mesa de Directores del mismo al tiempo de su muerte.

## Carrera

### En política
En 1964, Bond fue uno de los once Afroamericanos elegidos para formar la Cámara de Representantes de Georgia, luego de que las declaraciones de leyes por los Derechos Civiles en 1964 y las de los Derechos del Votante en 1965 les dieran a los negros la oportunidad de votar. Una vez finalizado el proceso de discriminación por el cual habían pasado para ser votantes, los Afroamericanos volvieron a serlo y pudieron entrar a los procesos políticos.
A pesar de que estaba indeciso en cuanto a afiliaciones con partidos, Bond fue finalmente electo como Demócrata en el partido del presidente Lyndon B Johnson, quien había firmado por la declaración de las Leyes de los Derechos Civiles y los del votante, previamente mencionadas. El 10 de febrero de 1966, Los representantes estatales de Georgia votaron 184–12 para evitar que Bond entrara a la Cámara, por su apoyo a la política del SNCC opositora a la intervención de Estados Unidos en Vietnam. Todos estaban en contra de su simpatía por las personas "no dispuestas a atender al servicio militar" y Un panel de tres jueces de la Corte Estadounidense del distrito Norteño de Georgia impuso por una votación 2–1, que ninguna de las leyes constitucionales de Bond habían sido violadas. En 1966, la Corte suprema de los Estados Unidos afirmó, por una votación cuyo resultado fue de 9–0, Que en el caso de Bond v. Floyd (385 U.S. 116) la Cámara de representantes de Georgia había negado su libertad de expresión y que se requería incluirlo. Desde 1967 hasta 1975, fue elegido durante cuatro períodos y organizó el Caucus Legislativo de Negros de Georgia.
En enero de 1967, Bond fue uno de los once miembros de la Cámara que se rehusaron a votar cuando la Legislatura eligió al demócrata Segregacionista Lester Maddox de Atlanta como Gobernador de Georgia en lugar del Republicano Bo Callaway. Callaway había liderado las elecciones de 1966 por unos tres mil votos. La decisión cayó en manos de los Legisladores del Estado que usaron como referencia la Constitución de Georgia de 1824, puesto que ninguno de los candidatos de los partidos más grandes había sacado la mayoría de los votos en las encuestas. El exgobernador Ellis Arnall Sacó más de cincuenta mil votos en las encuestas como candidato por escrito, factor que conllevó a un punto muerto. Bond no apoyaba ni a Maddox ni a Callaway, Aunque se le ordenó votar por el Incapacitado Teniente Gobernador Peter Zack Geer.
A lo largo de su carrera como miembro de la Cámara, el distrito de Bond cambió de número varias veces:
- 1967–1969: 136to[23]
- 1969–1973: 111ero[24]
- 1973–1974: 32do[25]

Bond continuó siendo electo por seis períodos en el Senado de Georgia, en el cual sirvió desde 1975 hasta 1987.
Durante la elección presidencial de 1968, Bond lideró una delegación alternativa en Georgia en la Convención Nacional Demócrata de Chicago, Donde se convirtió en el primer Afroamericano nominado como candidato a Vicepresidente de los Estados Unidos. Bond, que para el momento tenía solo 28 años, se rehusó a la candidatura rápidamente citando la Constitución, que decía que era necesario tener al menos 35 años para ocupar ese cargo.
Bond se decidió y trató de ganar en la Cámara de Representantes del Quinto Distrito Congresual de Georgia en 1986. Perdió la nominación Demócrata en un Balotaje contra el Líder de Derechos Civiles John Lewis en Una contienda sucia, durante la cual se lo acusó de consumir cocaína y otras drogas. Durante la misma, Lewis desafió a Bond a hacerse un Examen de drogas (Lewis había dicho que había consumido una vez y la había dejado) pero este se negó, argumentando que el Examen de drogas era signo de Macarthismo y trivializaba el problema de la droga. Mientras Bond había acumulado el doble de dinero que Lewis y tenía una mayor reputación nacional, Lewis se autoproclamó el líder de la defensa de los derechos humanos y estableció grandes márgenes por sobre Bond y los Blancos liberales de Atlanta. Como el distrito tenía una mayoría Demócrata, Se le terminó dando el lugar a Lewis, quien aun esta en el Congreso. Todavía obstinado por las acusaciones del uso de estupefacientes, Bond dimitió en el Senado de Georgia al año siguiente. Su exesposa, quien públicamente sostenía que usaba cocaína, luego desmintió lo dicho.
Después de dejar la Política, Bond enseñó en varias universidades de grandes ciudades en el norte y en el Sur, incluyendo la Americana, Drexel, Harvard y la Universidad de Virginia, donde enseñó hasta 2012. Bond estuvo en la Junta de selectores para el Premio Jefferson a la Labor Pública.

### Activismo
Bond fue el primer presidente del Centro legal de Pobreza Sureña en 1971. Ocupó el cargo hasta 1979 para luego permanecer siendo un miembro de Junta y Presidente Emérito el resto de su vida.
en 1998, Bond fue elegido como Jefe de la Asociación Nacional para el Desarrollo de las Personas de Color (NAACP). En noviembre de 2008, anunció que no se postularía para ocupar la posición por otro período pero estuvo de acuerdo en permanecer en él durante 2009 mientras la organización celebraba su Centésimo Aniversario. Roslyn M. Brock fue elegido como el sucesor el 20 de febrero de 2010.

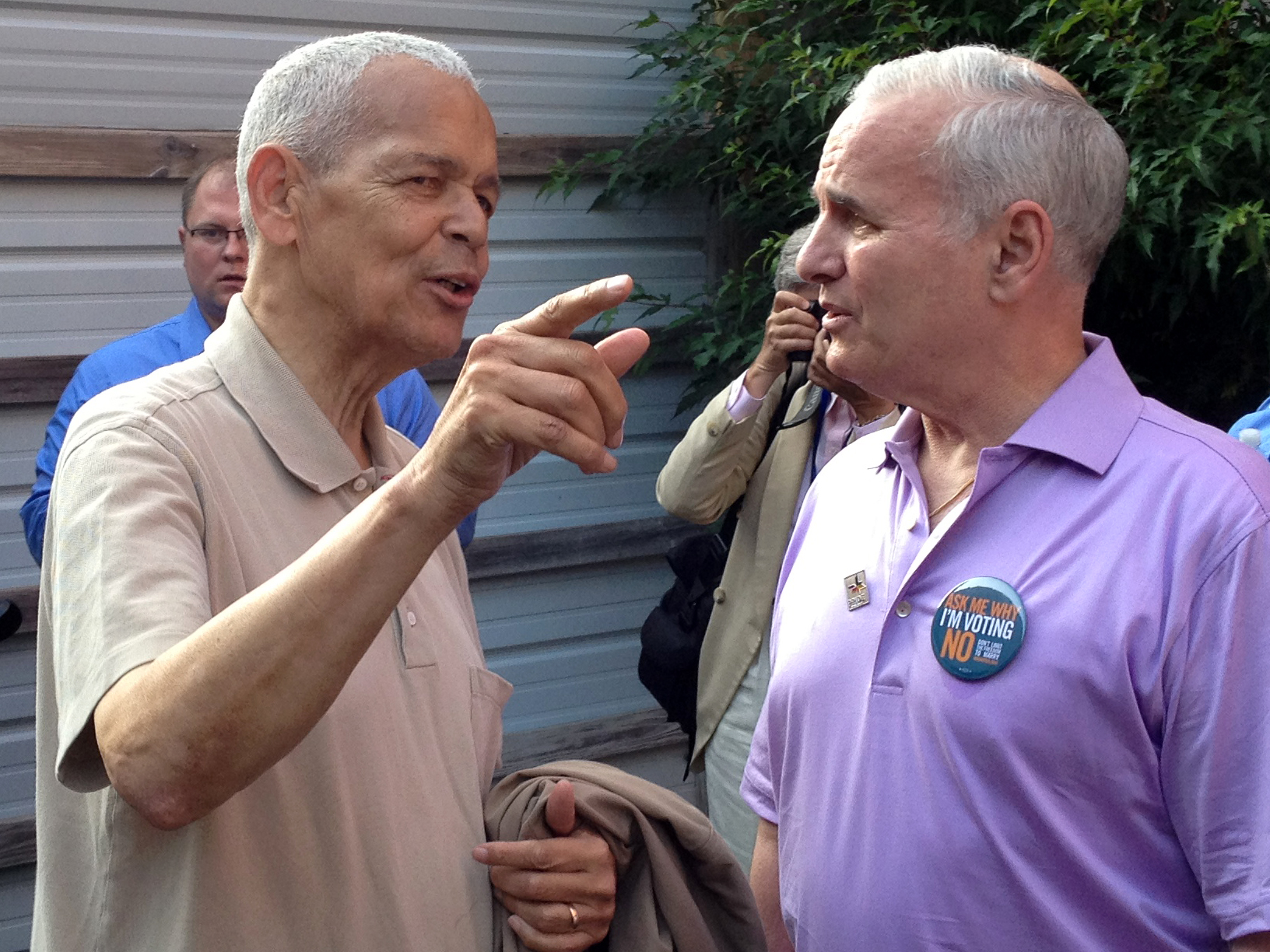
Bond y el Gobernador de Minnesota Mark Dayton en un Mitin, oponiéndose a una iniciativa contra el Matrimonio Homosexual, en junio de 2012

Bond era un ferviente defensor de los Derechos de los Homosexuales. Públicamente daba a conocer su apoyo al matrimonio igualitario y, como signo de ello, boicoteó los servicios funerarios de Coretta Scott King basándose en la decisión que los hijos del rey habían tomado en utilizar una Catedral anti-gay como lugar de celebración. Esto luego generó un conflicto con la madre de los mismos, que apoyaba los Derechos de los Homosexuales.
En 2005, durante un discurso en Richmond, Virgina, Bond argumentó:
"Los Afroamericanos... fueron los únicos Americanos que fueron esclavizados durante dos Siglos. Pero estuvimos y estamos lejos de ser los únicos Americanos discriminados ... la Orientación sexual tuvo lo suyo. Yo nací así. No hay elección. No lo cambiaría si pudiera. la Sexualidad es inmutable".
Durante un discurso que dio en 2007 en la celebración del día de Martin Luther King en la Universidad Estatal de Clayton en Morrow, Georgia, Bond dijo, "Si no te gusta el matrimonio gay, no te cases con un gay" Sus opiniones coincidían con las del NAACP y se oponían a grupos religiosos en contra del matrimonio igualitario. La mayor resistencia la tuvo la Conferencia Sur de Liderazgo Cristiano (SCLC), que fue en parte culpada como responsable del éxito del matrimonio gay en California.
el 11 de octubre de 2009, Bond hizo presencia en la Marcha Nacional por la Igualdad, en Washington D. C., y habló sobre los Derechos de la Comunidad LGBT, en un discurso que fue transmitido en vivo por C-SPAN.
Era un fuerte crítico de las políticas que contribuyen al Cambio Climático Antropogénico y estuvo en un grupo de protestantes arrestados por desobediencia civil en Oposición al Oleoducto Keystone Xl en febrero de 2013.

### Otras Vistas Políticas
Bond fue un gran crítico de la Gestión de Bush desde su asunción en 2001, en gran parte porque creía que era ilegítima. Dos veces en ese año, Primero en febrero desde la Junta del NAACP y luego en julio en la Convención Nacional de la misma organización, atacó su administración por elegir Secretarios de Gabinete "Del ala Talibanesa de la política Americana". Bond acusó especialmente al fiscal general John Ashcroft, quien se había opuesto a la Acción Afirmativa, y al secretario del Interior Gale Norton, que había defendido la Confederación en un discurso sobre los Derechos Estatales en 1996 . En la elección de estos individuos, Bond dijo, Bush había apaciguado "El miserable apetito del ala de extrema derecha y elegido Secretarios de Gabinete cuya devoción por la Confederación era casi animal en su nulamente crítica mirada" Luego el Líder de la Mayoría del Senado Dick Armey respondió al argumento de Bond con una carta acusando a los Líderes del NAACP de hacer "Macarthismo Racial". Bond, más tarde, añadió en la Convención anual del NAACP, que desde la elección de Bush había "sacado la foto con más gente negra que lo había votado"
el 14 de mayo de 2013, mientras estaba en la MSNBC, Bond llamó al Tea Party "El ala Talibanesa de la Política Americana". Bond le dijo a la MSNBC, "Pienso que es completamente legítimo ser seguidor del Partido del Té" pero también sostuvo "Fue un error de parte del IRS comportarse de esta manera tan disciplinaria. No explicaron bien antes ni ahora lo que están haciendo y porque lo hacen" llamó a los miembros del Partido del Té "Un grupo de gente reconocidamente racistas, abiertamente políticos, que han tratado de herir al Presidente Obama de todas las maneras posibles." Añadió, "Todos deberíamos estar un poco preocupados".

### Trabajo y Apariciones en Medios de comunicación
De 1980 a 1997, Bond fue el anfitrión de America's Black Forum. También fue comentarista de radio Byline y del show NBC's The Today Show. Fue autor de la columna de opinión de un diarios nacionales, y narrador del programa aclamado por los críticos de PBS, Eyes on the Prize en 1987 y 1990.
Bond fue el conductor de Saturday Night Live el 9 de abril de 1997, convirtiéndose de esa manera en la primera figura negra política que condujo el programa. En 1978, Bond actuó de sí mismo en la Miniserie King y también tuvo una pequeña aparición en la película Ray (2004). En 2012, Bond fue centralmente caracterizado en Julian Bond: Reflections from the Frontlines of the Civil Rights Movement, un Documental de 32 minutos de Eduardo Montes-Bradley.

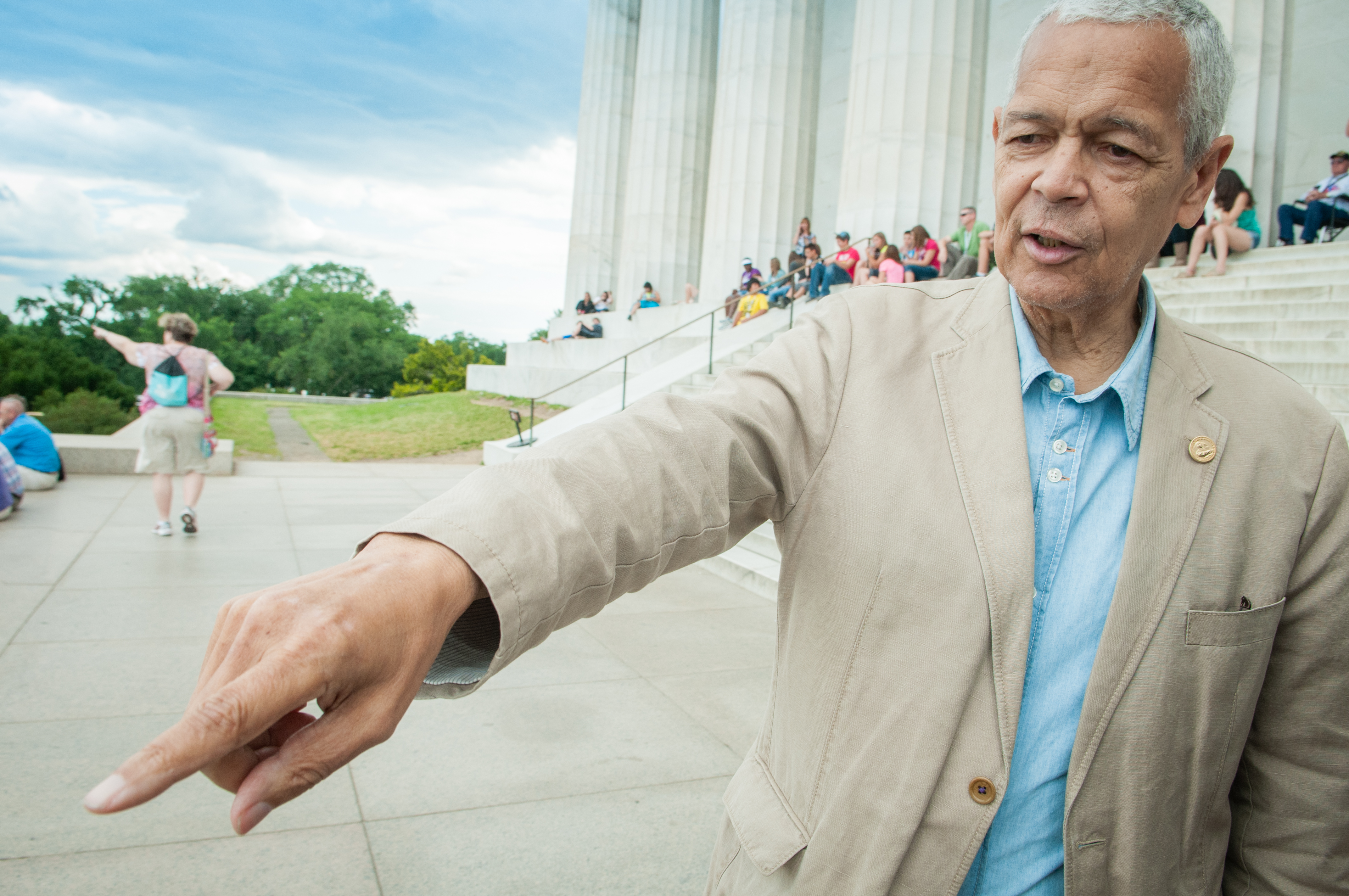
Bond durante el rodaje de "Julian Bond: Reflections from the Frontlines of the Civil Rights Movement"

## Vida personal
El 28 de julio de 1961, Bond se casa con Alice Clopton, una estudiante del Spelman College y se divorciaron el 10 de noviembre de 1989. Tuvieron cinco hijos: Phyllis Jane Bond-McMillan, Horace Mann Bond II, Michael Julian Bond (Un miembro vocal del Concejo de la ciudad de Atlanta), Jeffrey Alvin Bond, and Julia "Cookie" Louise Bond. Se casó con Pamela Sue Horowitz, una ex abogada del SPLC, en 1990.
Bond murió por complicaciones de una enfermedad vascular el 15 de agosto de 2015, en Fort Walton Beach, Florida, con 75 años. Le sobreviven su esposa, sus cinco hijos, James (un hermano), Jane Bond Moore (una hermana), y ocho nietos.

## Premios y honores
- En 2002, recibe el premio National Freedom Award, del National Civil Rights Museum.[58]
- En 2009 fue honrado con la medalla Spingarn Medal, del NAACP.[59]

Obtuvo 25 Títulos Honoríficos, entre los que se encuentran:
- En 1999, un LLD honorífico por la Bates College.
- En 2008, un título honorífico por la Universidad George Washington. Bond también fue catedrático en la misma.[61]
- En 2009, un L.H.D. por la Macalester College.